# Wilhelm von Nottbeck
Wilhelm (William) von Nottbeck, född 23 januari 1816 i Sankt Petersburg, död 30 mars 1890 i Tammerfors, var en finländsk företagsledare. 
Nottbeck kom som 20-åring till Tammerfors, där fadern Carl Samuel Nottbeck, tillsammans med en kompanjon, 1835 hade inköpt Finlaysons bomullsfabrik. Han tog från början del i skötseln av företaget tillsammans med tysken Ferdinand Uhde och utsågs 1860 till dess verkställande direktör. Under Nottbecks ledning upplevde bolaget såväl upp- som nedgång; spindlarnas antal tredubblades och produktionens värde fyrdubblades. Han var också innehavare en 1850 grundad strumpfabrik, som var det första trikåindustriföretaget i Finland. Som högste chef för Finlayson hade han en viktig ställning i Tammerfors, och använde även sitt inflytande i de styrande kretsarna till att utverka fördelar för staden. Han adlades 1855.